# Šentožbolt
Šentožbolt je naselje v Občini Lukovica.
Nahaja se v dolini reke Radomlje, okrog 3 km zahodno od Trojan, ime pa je dobilo po cerkvi Svetega Ožbolta. V okolici naselja so gričevnati pašniki.